# 마드리드

마드리드 중심부에 위치한 메트로폴리스 빌딩

마드리드 중심을 관통하는 그란비아 거리

마드리드(스페인어: Madrid)는 스페인의 수도로, 나라의 중앙부에 있다. 인구는 약 300만 명(행정구역 인구는 부산광역시 수준이나 실제 도시권 인구는 700만 명)이다. 마드리드는 만사나레스 강(스페인어: Manzanares)을 끼고 있으며 스페인의 중심에 위치한다. 마드리드가 쏟아내는 경제적 효과로 인해 주변 도시들이 크게 영향을 받는다. 따라서 마드리드는 이베리아 반도의 경제 중심으로 여겨진다. 또한 스페인 회사의 절대 다수가 이곳에 본사를 두고 있으며 세계 100대 기업 안에 드는 3개의 기업(Telefónica, Repsol-YPF, Endesa)도 이곳에 본사를 두고 있다. 스페인의 수도로서 정부 청사가 있으며 스페인 왕궁이 있을 뿐 아니라 스페인 정계의 중심이기도 하다.
한편 마드리드는 현대적 인프라를 갖춤과 동시에 역사적인 거리와 장소를 간직하고 있다. 마드리드의 거대한 왕궁이 그 중의 하나다. 스페인 국립극장, 세계에서 가장 많은 명작을 보유하고 있다는 평을 받는 프라도 박물관, 스페인의 왕비인 소피아(Reina Sofía)의 이름을 따서 지은 국립 소피아 왕비 예술센터가 이에 포함된다.
인구는 2007년 기준 323만 명이었으며 도시 외곽 지역까지 포함한다면 510만 명 내외일 것으로 추정된다. 마드리드를 아우르는 전체 메트로폴리탄 지대의 인구는 584만 명인 것으로 추측하고 있다.
1975년에 스페인의 민주화가 달성되고 1986년에 스페인이 유럽 연합에 가입함에 따라 마드리드는 재정적 역할에 있어 큰 역할을 하고 있다.

## 지명의 유래
“마드리드”의 지명에 대해서는 많은 이론이 제기되고 있다. 전설에 따르면 마드리드는 오크노 바이아노르(토스카나와 만토바의 왕이었던 티레니우스의 아들)에 의해 메트라히르타(스페인어: Metragirta) 따위로 불리게 되었다고 한다. 한편 일부는 마드리드 지역이 예부터 곰이 자주 출몰했었기 때문에 마드리드의 원래 이름은 우르사리아(라틴어: Ursaria 한글: 곰의 땅)였을 것으로 보기도 한다.
하지만 마드리드라는 지명이 나타난 것은 기원전 2세기에 로마 제국이 강뚝을 중심으로 스페인에 식민지 정착 마을을 만들면서 생겨난 것으로 보는 것이 대부분이다. 첫 번째 정착촌의 이름은 마트리쎄(스페인어: Matrice)였다. 기원후 5세기 동안 미개인들의 침략이 계속되면서 로마는 도저히 정착촌을 지배할 수 없게 되었고 침략자들이 마트리쎄를 지배하게 되었다. 7세기에 이베리아 반도 내에 아라비아 계의 침략자가 들어오면서 마르야(아랍어 : Marya 한글: 어머니, 대지의 생명)라는 말에 기원한 마이리트(이베리아계-로망스어 방언 : Mayrit)로 이름이 변한다. 이베리아 반도에서 쓰이던 로마어에서 접미사 'it'은 장소를 뜻했기에 이름이 변하게 된 것으로 추측된다. 근대에서 쓰이는 마드리드는 따라서 모사라베에서 유래하여 Matrit으로 되었다가 지금의 Madrid으로 굳어진 것으로 보인다.

## 지리
마드리드의 위치는 이베리아 반도의 중앙부이다. 해발고도 635 m의 메세타 고원에 위치하며, 만사나레스 강과 만난다. 연 강수량은 419 mm로 매우 건조하며, 유럽의 어떤 수도보다도 높은 곳에 위치해 있다.

### 기후
쾨펜의 기후 구분에서 온대에 속하는 지중해성 기후(Csa)에 속한다. 해발고도가 667m로 비교적 높기 때문에 겨울에는 약간 추워져서 종종 영하를 밑도는 경우가 있다. 지중해성 기후이기 때문에 강우는 겨울에 많으며, 10월부터 5월에 걸쳐 특히 10월에서 12월과 4월에서 5월에 비가 많다. 반대로 여름은 건조하고 기온도 30 °C 이상까지 올라가는 경우가 종종 있다.
| 마드리드 (레티로 공원)의 기후                                                           | 마드리드 (레티로 공원)의 기후 | 마드리드 (레티로 공원)의 기후 | 마드리드 (레티로 공원)의 기후 | 마드리드 (레티로 공원)의 기후 | 마드리드 (레티로 공원)의 기후 | 마드리드 (레티로 공원)의 기후 | 마드리드 (레티로 공원)의 기후 | 마드리드 (레티로 공원)의 기후 | 마드리드 (레티로 공원)의 기후 | 마드리드 (레티로 공원)의 기후 | 마드리드 (레티로 공원)의 기후 | 마드리드 (레티로 공원)의 기후 | 마드리드 (레티로 공원)의 기후 |
| 월                                                                                      | 1월                           | 2월                           | 3월                           | 4월                           | 5월                           | 6월                           | 7월                           | 8월                           | 9월                           | 10월                          | 11월                          | 12월                          | 연간                          |
| --------------------------------------------------------------------------------------- | ----------------------------- | ----------------------------- | ----------------------------- | ----------------------------- | ----------------------------- | ----------------------------- | ----------------------------- | ----------------------------- | ----------------------------- | ----------------------------- | ----------------------------- | ----------------------------- | ----------------------------- |
| 역대 최고 기온 °C (°F)                                                                  | 19.9 (67.8)                   | 22.0 (71.6)                   | 26.7 (80.1)                   | 30.9 (87.6)                   | 35.5 (95.9)                   | 40.7 (105.3)                  | 40.7 (105.3)                  | 40.7 (105.3)                  | 38.9 (102.0)                  | 30.1 (86.2)                   | 22.7 (72.9)                   | 18.6 (65.5)                   | 40.7 (105.3)                  |
| 일평균 최고 기온 °C (°F)                                                                | 10.0 (50.0)                   | 12.2 (54.0)                   | 16.2 (61.2)                   | 18.9 (66.0)                   | 23.2 (73.8)                   | 28.9 (84.0)                   | 32.8 (91.0)                   | 32.0 (89.6)                   | 26.5 (79.7)                   | 19.7 (67.5)                   | 13.5 (56.3)                   | 10.3 (50.5)                   | 20.3 (68.6)                   |
| 일일 평균 기온 °C (°F)                                                                  | 6.5 (43.7)                    | 8.0 (46.4)                    | 11.3 (52.3)                   | 13.6 (56.5)                   | 17.5 (63.5)                   | 22.8 (73.0)                   | 26.2 (79.2)                   | 25.7 (78.3)                   | 21.0 (69.8)                   | 15.4 (59.7)                   | 10.0 (50.0)                   | 7.0 (44.6)                    | 15.4 (59.8)                   |
| 일평균 최저 기온 °C (°F)                                                                | 3.0 (37.4)                    | 3.7 (38.7)                    | 6.3 (43.3)                    | 8.2 (46.8)                    | 11.9 (53.4)                   | 16.5 (61.7)                   | 19.5 (67.1)                   | 19.3 (66.7)                   | 15.5 (59.9)                   | 11.1 (52.0)                   | 6.4 (43.5)                    | 3.7 (38.7)                    | 10.4 (50.8)                   |
| 역대 최저 기온 °C (°F)                                                                  | −10.1 (13.8)                  | −9.1 (15.6)                   | −5.1 (22.8)                   | −1.6 (29.1)                   | 0.6 (33.1)                    | 4.4 (39.9)                    | 8.5 (47.3)                    | 9.2 (48.6)                    | 4.0 (39.2)                    | −0.4 (31.3)                   | −3.4 (25.9)                   | −9.2 (15.4)                   | −10.1 (13.8)                  |
| 평균 강수량 mm (인치)                                                                   | 32.0 (1.26)                   | 34.0 (1.34)                   | 35.0 (1.38)                   | 46.0 (1.81)                   | 48.0 (1.89)                   | 20.0 (0.79)                   | 9.0 (0.35)                    | 10.0 (0.39)                   | 24.0 (0.94)                   | 64.0 (2.52)                   | 52.0 (2.05)                   | 42.0 (1.65)                   | 416 (16.37)                   |
| 평균 강수일수 (≥ 1 mm)                                                                  | 5.5                           | 5.1                           | 5.4                           | 6.7                           | 6.8                           | 3.3                           | 1.5                           | 1.5                           | 3.5                           | 7.2                           | 6.7                           | 5.9                           | 59.1                          |
| 평균 상대 습도 (%) (일 평균)                                                            | 72.0                          | 64.0                          | 57.0                          | 56.0                          | 54.0                          | 45.0                          | 39.0                          | 42.0                          | 51.0                          | 66.0                          | 72.0                          | 75.0                          | 57.8                          |
| 평균 월간 일조시간                                                                      | 149                           | 158                           | 211                           | 230                           | 268                           | 315                           | 355                           | 332                           | 259                           | 199                           | 144                           | 124                           | 2,744                         |
| 출처: 스페인 기상청 (평년값: 1991년~2020년, 극값: 1920년~현재, 일조시간: 1981년~2020년) |                               |                               |                               |                               |                               |                               |                               |                               |                               |                               |                               |                               |                               |

## 역사

### 중세
현재의 마드리드가 선사시대 이래 줄곧 사람이 살고 있었던 것으로 보이지만 로마 시대 때 이 지역은 그리스도교의 관구에 속해있기도 했다. 9세기 이르러서야 마드리드는 역사에 처음으로 등장한다. 무함마드 1세가 지금의 마드리드 왕궁인 작은 궁전을 짓도록 명한 것이 그것이다. 궁전 주위에 작은 성곽인 알무다이나(스페인어: al-Munaina)가 지어졌다. 이 요새는 1085년 카스티야 왕국의 알폰소 6세에 의해 점령되었으며 교회와 모스크를 세우면서 이 지역 일대를 신격화하였다. 1329년 스페인에 처음으로 의회 제도가 도입되었다. 스파라드 유대인과 무어인은 15세기 말엽 추방될 때까지 마드리드에 상주했다.

### 르네상스
톨레도를 수도로 했던 카스티야 왕국과 사라고사를 수도로 한 아라곤 왕국은 가톨릭 왕국으로 통합하여 근대 스페인을 건설하게 된다.(카스티야의 이사벨 1세와 아라곤의 페르난도 2세)
두 사람의 손자였던 카를로스 1세가 마드리드를 좋아했지만 정작 마드리드로의 천도가 이루어진 것은 1561년이었으며 카를로스의 아들이었던 펠리페 2세대에 이루어졌다. 그가 어떠한 공식 선언도 하지 않았지만 왕좌가 있다는 그 사실이 수도가 되었음을 입증하였다.
황금의 세기, 즉 16-17세기 동안 마드리드는 여타 유럽 수도들과는 다른 모습을 보였으며 거의 궁정의 사업에 경제를 의지했기 때문에 특별한 역사적 활동을 하지는 않았다.

### 19세기~현대
19세기 후반이 되자 이사벨 2세는 더 이상 정치적 긴장 상태를 통제할 수 없게 되고 계속된 반란과 폭동에 스페인 전역이 휩싸이며 최초의 스페인 공화국이 탄생한다. 처음의 공화국은 다시 군주제로 바뀌었으며 이후에 다시 스페인 공화국이 들어선다. 그러나 곧 스페인 내전으로 번지게 된다.
마드리드는 내란으로 가장 많은 피해를 겪은 곳이었으며 시의 거리들 곳곳이 전쟁터가 되었다. 마드리드가 1936년 7월 공화파의 근거지가 되면서 서쪽의 교외만이 1936년 11월부터 전쟁터로 직접적인 피해를 보게 된다. 스페인 내란 동안에 마드리드는 비행기로 폭탄 세례를 당한 최초의 도시가 되었으며 다수의 시민들이 피해를 입었다.
프란시스코 프랑코의 독재기간 특별히 1960년대에는 마드리드 남부 지역이 극도로 산업화에 돌입하게 되어 다수의 농민들이 도시로 이동하게 된다. 마드리드의 남동쪽이 노동자 계층의 거주지가 되었고 또한 정치적, 문화적 개혁의 장소가 되었다.
독재자 프랑코가 죽자 민주주의 세력은 프랑코의 바람에 따라 후안 카를로스 1세가 통치권을 계승하도록 한다. 이후 스페인은 헌법상 입헌군주제를 택한 곳이 되었으며 마드리드를 수도로 하게 된다.
2004년 3월 11일, 마드리드는 테러리스트의 공격을 받는다. 테러리스트들은 시민들이 붐비는 러시아워를 이용하여 기차에 폭탄을 여러 개로 설치하였다. 그 날은 사실 스페인 총선 3일 전이었으며 이로 인한 피해는 1939년 내란 이후 가장 심각했다. 마드리드는 2006년 12월 3일, 또 다시 테러리스트들의 공격을 받았으며 그 타켓은 아돌포 수아레스 마드리드 바라하스 공항의 터미널 4였다.

## 경제
마드리드의 2008년의 도시 GDP는 약 2300억 달러로 세계 26위이다. 유럽에서는 런던, 파리, 모스크바에 이어 제4위에 해당된다. 미국의 다우 존스 등이 2013년에 실시한 조사에 따르면 세계 32위의 금융 센터로 평가되고 있다.

## 교통

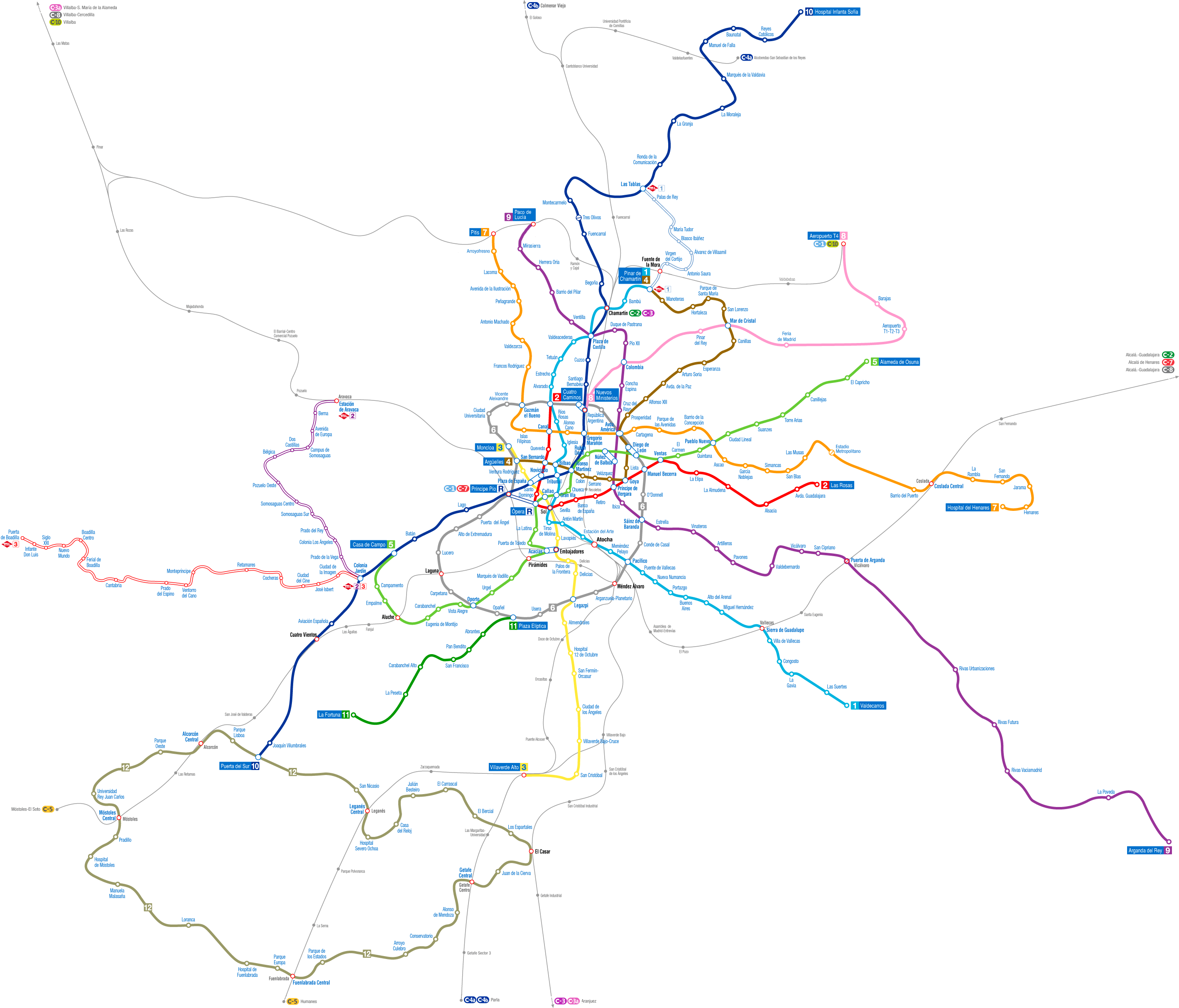
마드리드 지하철의 실측도

스페인의 국제공항은 아돌포 수아레스 마드리드 바라하스 공항이 대표적이다
마드리드의 대중교통으로는 대표적으로 마드리드 지하철이 있다. 1919년 10월 스페인 사상 처음으로 개통된 지하철이자, 스페인에서 가장 큰 규모의 도시철도 체계로서, 2018년 기준으로 13개 노선 301개 역이 운영되고 있다. 각 노선들은 번호순으로 1호선부터 12호선까지 존재하며, 라말 선이라는 이름의 지선까지 통틀어 13개 노선이 된다. 지하철 외에도 마드리드 경전철이 1호선부터 3호선까지 운행되고 있으며, 일종의 통근 철도 체계인 세르카니아스 마드리드도 주요 교통수단 중 하나다.

## 스포츠

### 축구

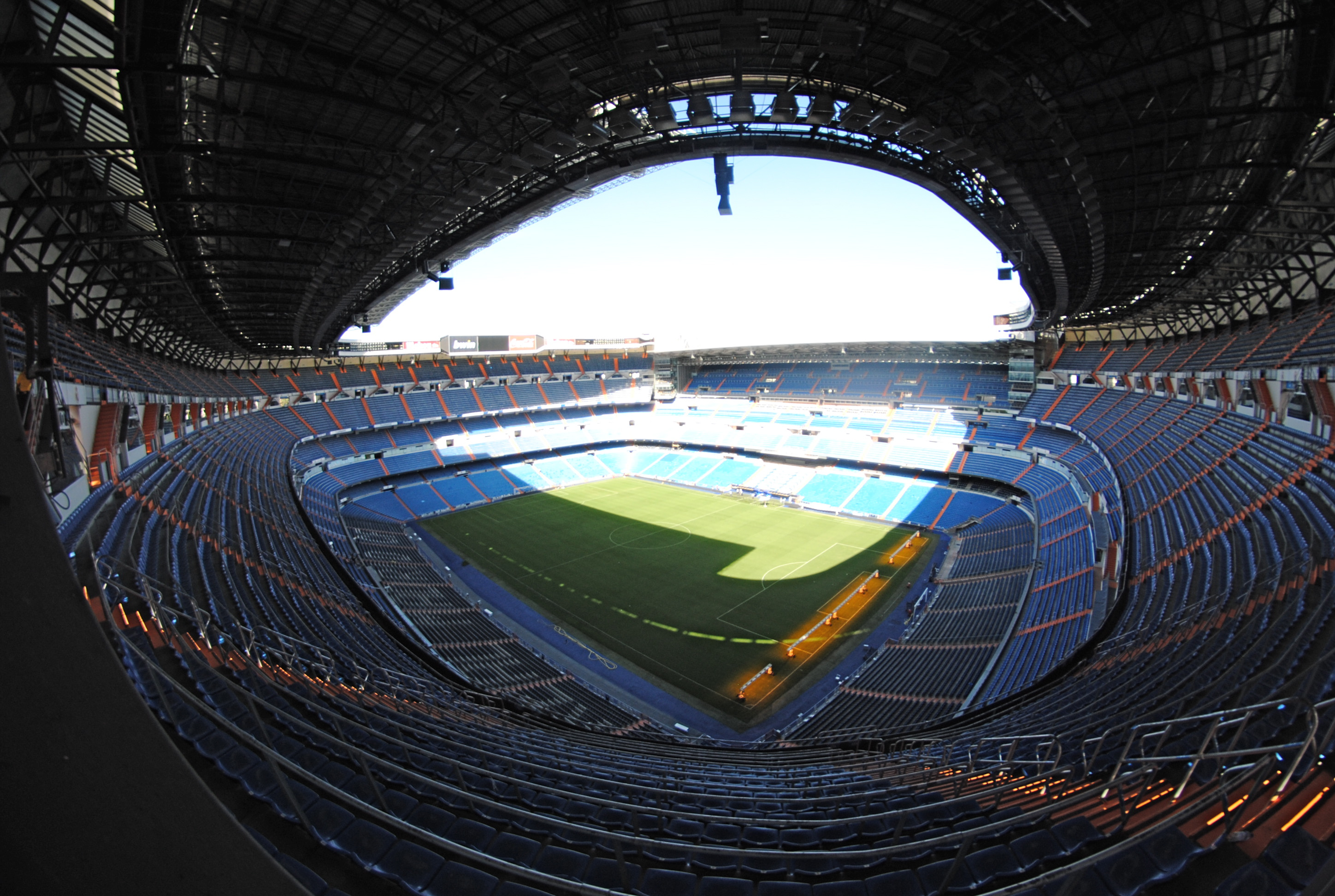
B타워에서 내려다본 산티아고 베르나베우의 내부 파노라마 전경

마드리드는 스페인 축구 1부 리그인 라 리가의 거함 레알 마드리드의 홈구장 산티아고 베르나베우가 위치해 있다. 이 구단의 지지자들은 마드리드인 (Madridistas), 머랭 (Merengues), 바이킹 (Vikingos), 혹은 흰색 (Blancos)으로 불린다. 레알 마드리드는 20세기 최고의 클럽 (FIFA 선정 20세기 클럽)으로 선정되었고, 현재 유럽 클럽 랭킹 선두와 포르베스지에 의해 최고 가치의 자산을 지닌 구단으로 선정되었다. 레알 마드리드는 14회의 UEFA 챔피언스리그와 33회의 라 리가를 우승해 이 두 부문에서 최다 우승 기록을 지니고 있다.
이들의 라이벌 구단인 아틀레티코 마드리드도 시내에 다수의 지지자들을 거느리며 비센테 칼데론을 연고로 한다. 선수들 (그리고 지지자들) 은 적색과 백색의 줄무늬로 된 유니폼 상의로 인해 매트리스 제작자 (Colchoneros) 라는 별명이 붙었다. 이 구단도 유럽의 상위권 구단으로 최근 5시즌 중 두 차례의 UEFA 챔피언스리그 결승전에 올랐고, UEFA 유로파리그 2회, UEFA 슈퍼컵 2회 우승을 거두었으며, 라 리가 2013-14, 코파 델 레이 2012-13, 그리고 수페르코파 데 에스파냐 2014 우승 트로피를 획득했었다. 통산으로 아틀레티코는 10차례 라 리가 우승과 10차례 코파 델 레이 우승을 거두었다.
스페인이 1982년에 개최한 FIFA 월드컵에서는 마드리드가 레알 마드리드의 홈구장 산티아고 베르나베우에서 이탈리아와 서독 간의 결승전 경기를 주최하였다. 마드리드는 UEFA 최고 등급 경기장을 2개 이상 보유한 4개의 도시들 중 하나이다: 산티아고 베르나베우와 비센테 칼데론 모두 최고 등급으로 평가되었다.

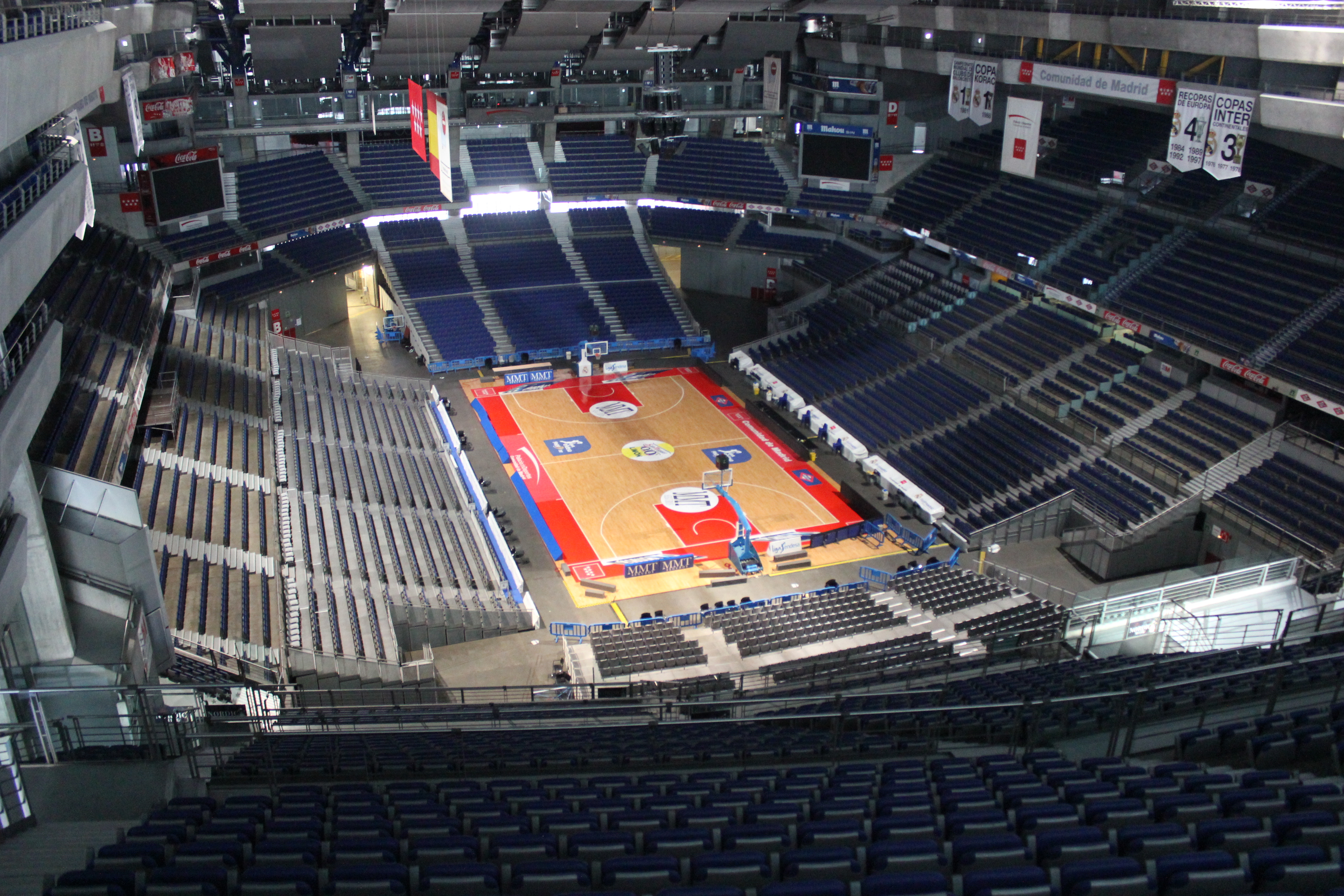
팔라시오 데 데포르테스 내부 전경

몇몇 스페인의 최고 수준의 선수들이 마드리드 출신이었는데 이들 중에는, 레알 마드리드의 전 주장들인 에밀리오 부트라게뇨, (그리고 그의 독수리 편대 (La Quinta del Buitre) 동료들) 라울이나 이케르 카시야스와 아틀레티코 마드리드 선수 페르난도 토레스가 있다.

### 농구
마드리드는 스페인의 농구에서도 중요한 위치를 점하며 1부 리그인 리가 ACB에 2개의 구단이 이 곳을 연고로 한다. 레알 마드리드 발론세스토는 유로리그 9회, 리가 ACB 32회, 그리고 코파 델 레이 발론세스토 26회로 이 세 부문에서 최다 우승 기록을 지니며 3관왕을 3차례 달성했다. 마드리드의 또다른 주요 구단은 에스투디안테스로 코파 델 레이 발론세스토를 3번 우승하였다. 양팀 모두 팔라시오 데 데포르테스를 연고로 한다.

### 스포츠 구단 목록
| 구단                     | 창립 연도 | 종목 | 리그     | 구장                   | 수용 인원 |
| ------------------------ | --------- | ---- | -------- | ---------------------- | --------- |
| 레알 마드리드            | 1902      | 축구 | 라 리가  | 산티아고 베르나베우    | 85,454    |
| 아틀레티코 마드리드      | 1903      | 축구 | 라 리가  | 비센테 칼데론          | 54,851    |
| 레알 마드리드 발론세스토 | 1932      | 농구 | 리가 ACB | 팔라시오 데 데포르테스 | 16,000    |
| 에스투디안테스           | 1948      | 농구 | 리가 ACB | 팔라시오 데 데포르테스 | 16,000    |

### 연간 국제 대회
- 사이클링: 3주간 열리는 그랜드 투어들 중 하나인 부엘타 아 에스파냐의 최종 라운드 장소가 마드리드이다.
- 테니스: 남자부와 여자부 대회가 열리는 마드리드 마스터스가 5월 첫째주에 열린다. 이 대회는 ATP 투어의 ATP 월드 투어 마스터스 1000에 분류되었으며 WTA 투어의 WTA 프리미어 토너먼트로도 분류된다.

### 투우

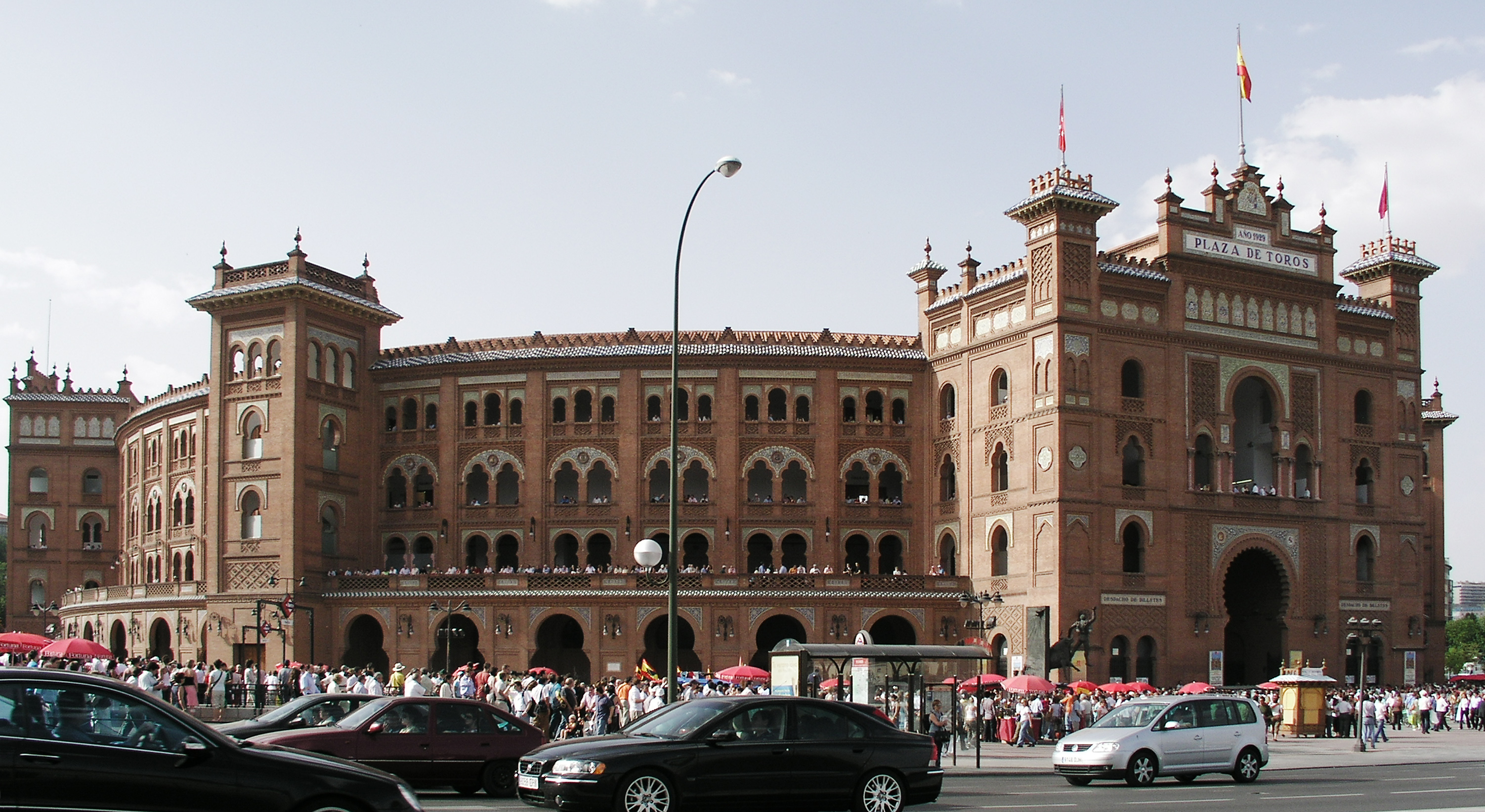
라스 벤타스 투우장

1929년 건설된 라스 벤타스 투우장은 스페인 최대의 투우장 (plaza de toros)이다. 라스 벤타스는 25,000석에 육박하는 수용력을 지니며 다수에 의해 투우의 중심지로 손꼽히고 있다. 마드리드의 투우 시즌은 3월에 시작되어 10월에 막을 내린다. 투우는 산 이시드로 (마드리드의 수호 성인) 축일인 5월 중순부터 6월 사이에는 매일, 나머지 기간 동안에는 매주 일요일과 공휴일에 열린다. 광장은 신무데하르 양식으로 건축되었다. 라스 벤타스는 투우 비시즌 기간 동안에 음악 콘서트 등의 기타 행사를 주최한다.

## 자매 도시
- 프랑스-파리시 (2000)
- 러시아-모스크바 (1979)
- 포르투갈-리스본 (1979)
- 세르비아-베오그라드 (1994)
- 폴란드-바르샤바 (1981)
- 프랑스-보르도 (1983)
- 벨기에-브뤼셀 (1985)
- 리비아-트리폴리 (1988)
- 미국-뉴욕 (1982)
- 베네수엘라-카라카스 (1976)
- 쿠바-아바나 (1981)
- 대한민국-인천광역시 (1998)
- 니카라과-마나과 (2011)
- 파나마-파나마 시 (1997)
- 에콰도르-키토 (1975)
- 코스타리카-산호세 (1992)
- 도미니카 공화국-산토도밍고 (1983)
- 멕시코-멕시코 시 (1974)
- 모로코-라바트 (1988)
- 중화인민공화국-베이징
- 모리타니-누악쇼트 (1986)
- 영국-런던 (2005)
- 미국-워싱턴 D.C. (1983)
- 대한민국-칠곡군 (1978)
- 일본-도쿄 (1965)

## 같이 보기
- 도시 기후 리더십 그룹
- 마드리드 회담